# Джорджіана Кавендіш
Джорджіана Кавендіш, герцогиня Девонширська (англ. Georgiana Cavendish, Duchess of Devonshire; 7 червня 1757 — 30 березня 1806), до шлюбу Джорджіана Спенсер — британська аристократка, світська левиця, господиня салону, політична активістка, письменниця та ікона стилю.
Батько, Джон Спенсер, 1-й граф Спенсер, був правнуком Джона Черчилля, 1-го герцога Мальборо, а леді Кароліна Лем, відома романтичними стосунками з поетом Байроном, була її племінницею. Серед нащадків її родини — чинний герцог Девонширській (через її онуку), Діана, принцеса Уельська (уроджена леді Діана Спенсер), і Сара, герцогиня Йоркська (через її позашлюбну дочку Елайзу Кортні).
Перша дружина Вільяма Кавендіша, 5-го герцога Девонширського, і мати Вільяма Кавендіша, 6-го герцога Девонширського.

## Біографія
Джорджіана Спенсер була відомою світською красунею, що збирала велике коло літературного і політичного бомонду. Вона також брала активну політичну участь у період, коли до здобуття жінками виборчих прав залишалося ще понад сто років.
Сім'ї Спенсер і Кавендіш належали до партії вігів, але, оскільки її чоловік був одним з найважливіших герцогів, він не міг займатися політикою, і Джорджіана озвучувала на публіці політичні амбіції сім'ї. Головним чином вона виступала на підтримку свого далекого родича, Чарльза Джеймса Фокса, в той час як король Георг III і його кабінет міністрів схилялися до політики партії торі.
Була законодавицею моди і підтримувала дружні стосунки з королевою Франції Марією-Антуанеттою (1755—1793). Герцогиня позувала таким художникам, як Томас Гейнсборо і Джошуа Рейнольдс.

Джорджіана, герцогиня Девонширська. Портрет роботи Томаса Гейнсборо, 1783 рік.

Леді Джорджіана Спенсер обвінчалася зі старшим на 9 років Вільямом Кавендішем, 5-м герцогом Девонширським, у день свого сімнадцятиріччя, 7 червня 1774 року. Пережила кілька викиднів, першу дитину народивши лише через дев'ять років після весілля. Усього мала трьох дітей: дочок Джорджіану і Гаррієт і сина Вільяма Джорджа, наступного герцога Девонширського.
Герцогиня Джорджіана самореалізувалась у суспільній діяльності, коли шлюб з Вільямом Кавендішем став розчаруванням: після травматичних спроб народити спадкоємця дізналась, що чоловік зраджує їй з кращою подругою, Елізабет Фостер. Вирішивши стерпіти, опинилася в центрі відомого в Англії XVIII століття любовного трикутника: цей menage à trois (фр.  — «співжиття втрьох») став всесвітньо відомим. У відповідь на суспільний осуд у герцогині розвинулася залежність до азартних ігор, алкоголю і наркотиків, вона нажила карткові борги. Померла у віці 48 років, імовірно від гнійного запалення печінки. Джорджіана, герцогиня Девонширська, похована в Соборі Всіх Святих в Дербі, Англія.
Нащадки:
- Джорджіана Кавендіш  (12 липня 1783 — 8 серпня 1858), була одружена з Джорджем Говардом, 6-м графом Карлайлом[5];
- Гаррієт Кавендіш  (29 серпня 1785 — 25 листопада 1862), була одружена з Гренвілем Левесон-Гоуером, 1-м графом Гренвілем[6];
- Вільям Джордж Спенсер Кавендіш, 6-й герцог Девонширський, «Харт» (21 травня 1790 — 18 січня 1858), лорд-камергер у 1820-1830-х роках, ніколи не був одружений і помер, не залишивши спадкоємця[7].

Від позашлюбного зв'язку з Чарльзом Греєм, 2-м графом Греєм (майбутнім прем'єр-міністром Великої Британії), молодшим на 7 років, Джорджіана народила була дочку Елію. Коли вона народилася, герцог змусив дружину віддати дитину на виховання батькам Грея.
- Елайза Кортні Елліс (20 лютого 1792 — 2 травня 1859), була одружена з генералом Робертом Еллісом[8].

## У мистецтві
- Джорджіані Кавендіш присвятив вірш англійський поет Генрі Кірк Вайт.
- Джорджіана Кавендіш є головною героїнею фільму «Герцогиня», де її грає Кіра Найтлі. Фільм поставлений за книгою Аманди Форман Georgiana, Duchess of Devonshire.